# Industriklivet
Industriklivet är ett finansiellt stödprogram som Energimyndigheten ansvarat över sedan 2018. Satsningen Industriklivet är ett långsiktigt åtagande från staten för att stödja den svenska industrins omställning till fossilfrihet. Industriklivet ger statligt stöd i form av bidrag till svensk industri för bland annat investeringar i ny teknik som ofta inte är kommersialiserad.
Industriklivet finansieras av EU:s så kallade coronafond "Next generation EU" vars mål bland annat uttrycks som ett "friskare, grönare och mer digitalt Europa".

## Bakgrund
Energimyndigheten fick genom regleringsbrev för 2018 i uppdrag att ansvara för Industriklivet. I och med vårändringsbudgeten 2019 utvidgades Industriklivet för att också ge stöd till investeringar i teknik som kan leda till negativa utsläpp genom att avskilja, transportera samt geologiskt lagra växthusgaser av biogent ursprung eller som tagits ut ur atmosfären. Sedan starten fram till 2022 har Industriklivet beviljat drygt 1586 miljoner kronor till olika projekt, varav 490 miljoner kronor till projekt inom CCS. Den stora omfattningen av beviljat stöd till CCS-projekt innebär att det har byggts upp en stor kunskapsbas inom området. Bland de beviljade projekten finns projekt både för att minska processrelaterade utsläpp och för att skapa negativa utsläpp genom CCS från biogena utsläppskällor (Bio-CCS). Det finns också projekt inom olika delar av värdekedjan för CCS – avskiljning, mellanlagring och transport, och projekt som täcker in hela värdekedjan från avskiljning till permanent lagring. En mycket stor del av projekten har koppling till just bio-CCS antingen direkt, genom att de är genomförbarhetsprojekt för bio-CCS på olika anläggningar eller samverkansprojekt kring bio-CCS, eller indirekt, genom sin inriktning mot logistik/infrastruktur för transport och lagring av koldioxid som då också inkluderar biogen koldioxid. Detta gör att det finns ett särskilt intresse av att sammanställa resultat och kunskap från Industriklivet inom just området bio-CCS. Industriklivet har även gett stöd till CCS-projekt för andra typer av industrier, till exempel raffinaderi och cementindustri.

### Syfte med industriklivet
Inom Industriklivet kan bidrag ges till förstudier, forsknings-, pilot- och demonstrationsprojekt och investeringar inom följande tre områden:
- att minska processindustrins utsläpp av växthusgaser som har ett direkt eller indirekt samband med processutsläppen.
- negativa utsläpp genom geologisk lagring av växthusgaser av biogent ursprung.
- klimatomställningen i samhället genom att tillämpa ny teknik eller andra innovativa lösningar inom industrin, så kallade strategiskt viktiga insatser inom industrin.

Att Industriklivet omfattar området negativa utsläpp skapar förutsättningar att stödja den teknikomställning som krävs för att nå de nationella klimatmålen om negativa utsläpp. Genom Industriklivet finns därmed en långsiktig satsning för stöd till sådan forskning, innovation och investeringar som krävs för att realisera bio-CCS i Sverige.
Industriklivet har finansierat flera projekt där förstudier kring bio-CCS visar på tekniskt och ekonomiskt möjliga lösningar för avskiljning, förvätskning, transport och permanent lagring av biogen koldioxid. Resultat från flera slutrapporter lyfter fram flera punkter som är viktiga för att skapa rätt förutsättningar och underlag för bio-CCS. Bland annat rör det sig om att förutsättningarna för koldioxidavskiljning skiljer sig åt mellan anläggningar. Det finns flera olika faktorer som påverkar kostnader, praktisk genomförbarhet och val av teknik. Vidare kan det vara nödvändigt att utföra ytterligare tester av tekniken i mindre skala för att validera och utveckla tekniken i vissa tillämpningar för att kunna göra tekniken mer kostnadseffektiv. Det behövs också fördjupade utredningar av energiintegrationsmöjligheter utifrån varje anläggnings förutsättningar. Sammanställningen av avslutade projekt visar att stödet från Industriklivet har lett till ökad kunskap om möjligheten att implementera bio-CCS, och i flera fall lagt grunden till fördjupade studier och fortsättningsprojekt och till att samarbeten inletts och utvecklats mellan olika aktörer.

### Klimatklivet
De stora skillnaderna mellan Klimatklivet och Industriklivet är:
- Industriklivet kan stödja alla utvecklingsfaser – forskning, miljöstudier och investeringar. Stöd från Klimatklivet kan inte ges till innovations- och pilotprojekt där utsläppsminskningen är osäker. Klimatklivet gäller också bara fysiska investeringar.
- Industriklivet syftar till att minska industrins utsläpp av växthusgaser och stödja permanenta negativa utsläpp (bio-CCS), medan Klimatklivet vänder sig till många typer av åtgärder hos organisationer och företag.

### Olika aktörer som fått bidrag genom Industriklivet
Ett exempel är Stora Enso som beviljats stöd för att delta i projektet ACCSESS (EU Horizon 2020), som leds av Sintef i Norge. Projektet siktar, bland annat, på utveckling av en ny avskiljningsteknik, och kommer att genomföra pilottester vid fyra olika anläggningar. För Stora Enso kommer pilottesterna ske vid Skutskärs bruk i slutet av 2022. Ett annat exempel är Stockholm Exergi som var en av få aktörer som valdes ut för stöd från EU Innovation Fund för sitt projekt att bygga en fullskalig anläggning för bio-CCS. Detta stöd har föregåtts av två Industriklivet-finansierade projekt.
För flera av projekten har stöden skapat möjlighet till nya och utvecklade samarbeten mellan olika aktörer. Detta gäller bland annat CinfraCap-projektet kring gemensam infrastruktur för mellanlagring och utskeppning i Göteborgs hamn och Vattenfalls projekt för negativa utsläpp i Uppsala kommun.
I Helsingborgs kommun har kommunägda bolaget Öresundskraft och Energimyndigheten finansierat en genomförbarhetsstudie inom ramen för industriklivet för byggandet av en koldioxidinfångningsanläggning på Filbornaverket. Energimyndighetens stöd uppgår som maximalt till cirka 3,5 miljoner kronor och omfattar en pilotstudie och test av en anläggning för koldioxidavskiljning på Filbornaverket under hösten 2022. Anläggningen tillhandahålls av norska CO2 Capsol A/S. I oktober 2022 testade Öresundskraft koldioxidavskiljning med ny teknik på Filbornaverket. Öresundskraft har även efter pilotstudien fått 34 miljoner kronor för att ta fram ett underlag till beslutsfattade för ett investeringsbeslut med svar på frågor som vad en anläggning kostar och hur den ska finansieras.

## Resultat från Industriklivet

### Kostnadseffektiv koldioxidavskiljning
Projekt som fått stöd av Industriklivet har kommit fram till flera slutsatser som pekar på förutsättningar och val av teknik för en kostnadseffektiv koldioxidavskiljning. Generellt är det fördelaktigt med stora koldioxidvolymer från få skorstenar, höga koldioxidhalter i rökgaserna och många fullasttimmar. Även rökgasernas renhet, typ av bränsle, energibalanser, tillgängligt utrymme och tillståndssituation är exempel på faktorer som påverkar kostnaderna för avskiljning och den praktiska genomförbarheten. Nya projekt rekommenderas att utgå från resultat från liknande anläggningar som projekten studerat, men eftersom det är så många faktorer som påverkar bör ändå alla möjligheter ses över utifrån egna förutsättningar. Samtidigt bör det sägas att avskiljning med hjälp av HPC och aminer framstår som de mest intressanta avskiljningsteknikerna inom den närmaste femårsperioden för de flesta anläggningar.

### Pilottester kan behövas innan fullskalig implementering
Det finns ett möjligt mervärde att se över vilka anläggningar som kan ha en liknande rökgassammansättning och då om möjligt samköra utvärdering av möjliga avskiljningsalternativ och utvecklingsarbete för avskiljningstekniker med dessa aktörer. Genom denna typ av samarbete bör utvecklingskostnaden och i slutändan avskiljningskostnaden kunna reduceras.

### Kunskapssyntes
Eftersom kunskapssyntesen enbart bygger på en genomgång av slutrapporter från avslutade projekt (och ansökningar för pågående projekt) är det inte möjligt att dra några slutsatser om vad stödet från Industriklivet har lett till för långsiktiga effekter. Det är dock tydligt, baserat på slutrapporterna, att projekten har lett till ökad kunskap om möjligheten att implementera bio-CCS på de anläggningar som studerats, och att underlag har skapats för fördjupade studier och kommande beslut. Eftersom det inte finns så många andra stöd att söka inom området så fyller Industriklivet en viktig funktion i denna kunskapsuppbyggnad och i att ta nödvändiga steg mot implementering av bio-CCS i de första anläggningarna.

## Politiska beslut
I en promemoria från 2017 skrev Miljö- och energidepartementet att riksdagen antagit klimatmålet att Sverige inte ska ha några nettoutsläpp av växthusgaser till atmosfären senast 2045. Satsningen på Industriklivet skulle vara 300 miljoner kronor om året på stöd till genomgripande åtgärder för att kraftigt minska processutsläppen i industrin. Industriklivet är en långsiktig reform som påbörjas 2018 och är planerad att fortsätta till 2040.
Regeringen Kristersson höjde anslaget för Industriklivet med 600 miljoner kronor per år 2023–2025 för att satsa på tekniker för koldioxidinfångning som bio-CCS. Beslutet innebär att Energimyndigheten som ansvarar för Industriklivet kan ge mer stöd till projekt och investeringar under 2023. Det möjliggör därmed viktiga satsningar för industrins omställning och för utvecklingen av CCS-relaterade tekniker. Förslaget bygger på en överenskommelse mellan Sverigedemokraterna, Moderaterna, Kristdemokraterna och Liberalerna. Dessutom satsar regeringen på bio-CCS genom ett statligt stöd på 36 miljarder kronor under perioden 2026–2046 utanför Industriklivet.

## Reaktioner från näringslivet
Stålindustrin har meddelat att de är positiva till Industriklivet. Flera aktörer från näringslivet såsom LKAB, Vattenfall, Hybrit, SSAB välkomnar regeringens initiativ. Även fackförbundet IF Metall välkomnar satsningen, liksom branschorganisationen Jernkontoret.